# Francis Manners, VI conte di Rutland
Francis Manners, VI conte di Rutland (1578 – Bishop's Stortford, 17 dicembre 1632), è stato un nobile inglese.
Nel 1618 tre donne, le "Streghe di Belvoir", furono accusate di stregoneria per aver presumibilmente causato la morte dei suoi due giovani figli.

## Biografia
Era il secondo figlio di John Manners, IV conte di Rutland, e di sua moglie, Elizabeth Charlton, figlia di Francis Charlton di Apley Castle.

## Carriera
Nel 1598 si recò all'estero, in viaggio attraverso la Francia, la Germania e l'Italia, probabilmente in compagnia dei suoi ex insegnanti, Robert Dallington e Inigo Jones. Al suo ritorno in Inghilterra, prese parte, insieme con i suoi fratelli Roger e George, alla ribellione del 1601 di Robert Devereux, II conte di Essex, e fu imprigionato nel Poultry Counter. Venne multato al pagamento di mille marchi e affidato alla custodia di suo zio Roger a Enfield. Nel novembre 1601 divenne membro dell'Inner Temple.
Il 28 giugno 1603 Manners si recò con suo fratello in Danimarca per presentare l'Ordine della Giarrettiera a Cristiano IV, accompagnato, tra gli altri, da Inigo Jones. Fu prominente alla corte di Giacomo I, e fu creato Cavaliere dell'Ordine del Bagno il 4 gennaio 1605 contemporaneamente al principe Carlo. Il 26 giugno 1612 succedette a suo fratello come conte di Rutland e il 15 luglio dello stesso anno fu nominato Lord luogotenente del Lincolnshire. Il 7 agosto intrattenne Giacomo I a Belvoir e il re ripeté la visita cinque volte dopo anni. Ha ricoperto le cariche di poliziotto del castello di Nottingham e custode della foresta di Sherwood (1612-1620), e portò lo stemma o lo scudo nel corteo funebre di Enrico Federico, principe di Galles.
Il 6 aprile 1617 divenne un membro del Privy Council e accompagnò il re in Scozia lo stesso anno.
Il titolo di Lord Ros o Roos era stato portato da Elizabeth Cecil, XVI baronessa de Ros, una figlia del terzo conte di Rutland, nella famiglia Cecil, ma Rutland lo rivendicò alla morte di William Cecil, XVII barone de Ros, nel 1618. Fu creato direttore e giudice supremo delle foreste reali a nord di Trent il 13 novembre 1619 e Custos rotulorum del Northamptonshire il 7 febbraio 1623. Sebbene sembri aver disapprovato una politica estrema in materia di chiesa, il suo legame familiare con suo genero, George Villiers, I duca di Buckingham, gli assicurò la nomina, il 21 aprile 1623, di ammiraglio della flotta per riportare a casa il principe Carlo dalla Spagna. All'incoronazione di Carlo portò la verga con la colomba.

## Matrimoni

### Primo Matrimonio
Sposò, il 6 maggio 1602, Frances Knyvett (?-1608), figlia di Sir Edward Knyvett. Ebbero una figlia:
- Katherine (1603-1649), sposò in prime nozze George Villiers, I duca di Buckingham, ebbero quattro figli, e in seconde nozze Randal McDonnell, I marchese di Antrim[1][4][5], non ebbero figli.

### Secondo Matrimonio
Sposò, il 26 ottobre 1608, Cecily Tufton (?-9 settembre 1653), figlia di Sir John Tufton e vedova di Sir Edward Hungerford. Ebbero due figli:
- Henry Manners (?-23 settembre 1613)
- Francis Manners (?-5 marzo 1620)

Le morti dei suoi figli furono attribuite alla stregoneria

## Morte
Rutland morì il 17 dicembre 1632 in una locanda a Bishop's Stortford, nell'Hertfordshire, e fu sepolto il 20 febbraio 1633 nella chiesa parrocchiale di Bottesford, nel Leicestershire. Gli successe il fratello minore, George.